# José de Rezabal y Ugarte
José de Rezabal y Ugarte (Vitoria, España, 1747 - Santiago de Chile, Capitanía general de Chile, Virreinato del Perú, Imperio Español, 19 de julio de 1800) fue un abogado, juez, político y jurista español que ejerció como gobernador de Chile, en calidad de interino, entre el 24 de mayo y el 18 de septiembre de 1796. Como oidor y alcalde del crimen de Lima instruyó en 1781 la causa en contra de Túpac Amaru II, redactando el fallo que lo condenó a muerte por horca a él y varios de sus seguidores, así como penas en presidios en África, Callao y Valdivia para otros tantos.

## Biografía
Realizó estudios jurídicos en la Universidad de Granada y la Universidad de Valladolid. Fue rector del Colegio Mayor del Arzobispo, de Salamanca en 1766, 1768 y 1770. Enseñó instituta en la Universidad de Salamanca. 
Ya siendo doctor en derecho, entre 1778 y 1780 ejerció como oidor de la Real Audiencia de Chile. En dicha colonia desplegó gran actividad, trabajando como inspector de las obras de la Catedral de Santiago de Chile, Juez Mayor de bienes de difuntos, protector del Convictorio Carolino y del Hospital Provincial de Mujeres. También se sabe que poseía un pequeño taller de imprenta para sus propósitos particulares, aparentemente el primero o segundo que funcionó en ese país. 
En 1781 es trasladado a Lima para ejercer como alcalde del crimen. En esta nueva destinación instruyó la causa en contra de Túpac Amaru II, por el alzamiento que este había protagonizado. La sentencia de este caso fue publicada por orden virreinal en 1783. 
```

```

"...que de la cárcel y prisión en que se halla, sea sacado, atado de pies y manos en un serón, y arrastrado por las calles públicas y acostumbradas, con voz de pregonero que manifieste su delito, hasta llegar a la Plaza Mayor, donde estará puesta una horca, de la cual será colgado por el pescuezo hasta que muera, sin que nadie ose quitarlo, pena de la vida. Y verificada esta ejecución, mando que sea descuartizado, y puestos sus cuartos en los caminos, y su cabeza en jaula de hierro, para perpetuo ejemplo, en la Puerta de las Maravillas; y que lo restante del cuerpo sea quemado en una hoguera que habrá encendida fuera de la ciudad, y luego que sea reducido a cenizas, se arrojarán al río por mano del verdugo, sacándole previamente su corazón y entrañas, para darles eclesiástica sepultura. Y ordeno asimismo que se derriben y salen sus casas, y se confisquen todos sus bienes para la Real Cámara de Su Majestad; declarando, como declaro, infames a sus hijos y nietos, e inhábiles en su consecuencia para obtener empleos honoríficos.".
José de Rezabal y Ugarte y Agustín de Jáuregui

Así mismo instruyó causas conectadas con este caso, como la seguida en contra de Manuel Antonio Figueroa, llamado El Incógnito. 
Durante su estancia en Perú, ocupó todo tipo de cargos; como director Real de Estudios de la Universidad de San Marcos, Juez Privativo de lanzas y medias anatas, y oidor decano de la nueva Real Audiencia del Cuzco en 1786. Este último cargo no lo ocupó en un principio pues fue destinado al complicado juicio motivado por el derrumbe ocurrido en la mina de Huancavelica ese año, donde murieron 200 personas. En esa causa las diligencias se centraron en cargos por malversación en contra del director del establecimiento, Francisco Marroquín.
Se casó en 1787 con Juana Catalina Micheo y Jiménez de Lobatón.
Tras llevar tan notorias causas aspiró a llenar una vacante de oidor de la Real Audiencia de Lima sin mayor éxito, por lo que se decidió a ocupar el cargo de oidor que le esperaba en Cuzco en 1791. 
En 1795 llega a Santiago, nombrado regente de la Real Audiencia de Chile. Allí, sorprendido por la negligencia y lentitud de las labores de corte, inicia un período de activación del tribunal. Durante ese año debe asumir como temporal el gobierno en tres ocasiones debido a las salidas a terreno del titular. 
En 1796 asume como gobernador interino debido al nombramiento del titular como virrey del Perú.
Se le concedió la cruz de caballero de la orden de Carlos III y se le nombró, poco antes de su muerte, miembro honorario del Consejo de Indias.

## Gobierno
Durante su breve gobierno de cuatro meses continuó los trabajos de los Tajamares del Mapocho iniciados por el gobernador saliente Ambrosio O'Higgins. Según Diego Barros Arana fue él quien plantó la alameda que corría junto a esas defensas fluviales, que fue el único paseo público de la ciudad de Santiago por más de 30 años.

## Obras
- Tratado del derecho real de medias-anatas seculares y del servicio de lanzas a que están obligados los títulos de Castilla, Madrid, 1792.
- Adiciones y suplementos de la Biblioteca Hispanica histórico-genealógica-heráldica de Ernesto de Franckenau
- Instrucción para los Alcaldes de quarteles y de barrio, en la que se recopilan los bandos de policía y buen gobierno, que se habían publicado en este siglo.
- De los recursos de fuerza de los Regulares de Indias
- Disertación sobre el interés legal
- Compendio alfabético de más de dos mil Reales ordenes y cedulas expedidas para el gobierno de América, posteriores a la recopilación de leyes de Indias
- Resumen genealogico instrumental de las casas Ximenez de Lobaton, Salazar Muñatones, Azaña y otras, que están unida
- Disertación sobre las monedas de que hablan las leyes de Indias
- Tratado politico-legal sobre el origen de la introducción de los negros en las Americas españolas, sus utilidades y desventajas, su gobierno, policía y costumbres
- Política de los Regentes de las Reales audiencias de ambas Americas, é islas Filipinas
- Biblioteca de los escritores que han sido individuos de los Seis Colegios mayores, Madrid, 1805.
- Nueva Política Indiana a similitud de la del señor Solórzano, adaptada a las presentes circunstancias, con que en mucha parte ha variado la Legislación Municipal con la Institución de Intendencias, de Regencias, ordenanzas respectivas, nueva planta de los Consulados, y ramo de minería, supresión de repartos, subdelegaciones, perdida e inédita.